# Nueva mente
Nueva mente es una película documental de Argentina filmada en colores dirigida por Ulises de la Orden sobre su propio guion escrito en colaboración Mariano Starosta y Germán Cantore que se estrenó el 25 de julio de 2019 y tiene como tema la recolección, clasificación y disposición de residuos domiciliarios en el Gran Buenos Aires. La obra convocó un total de 1.219 espectadores, situándose en la posición 312 de la taquilla argentina de 2019.

## Sinopsis
Con material de archivo de viejos noticieros muestra el tratamiento de los residuos urbanos desde fines de la década de 1970 cuando se abandonó su incineración en los edificios hasta el presente, en que da especial atención a quienes trabajan en la separación de residuos en la cooperativa Bella Flor en la Ceamse, para su eventual aprovechamiento y disposición.

## Entrevistados
Fueron entrevistados para el filme:
- Francisco Suárez
- Ernesto Lalo Paret
- Lorena Pastoriza
- Víctor Chaco Gómez
- Nora Margarita Rodríguez
- Laura Noemí Bebe Ramírez
- Orlando Oscar Kun Olívar
- Vanina Machado
- José Luis Picone
- Andrés Napoli
- Waldemar Cubilla

## Críticas
Diego Brodersen, en el diario Página 12, escribió:

”El estilo de la película es, como en los esfuerzos previos del realizador, de carácter tradicional, convencional incluso, con entrevistas a cámara y un tono de urgencia que la temática no hace más que confirmar en cada una de las participaciones.
Como ocurría en otros documentales del realizador, el registro elegido no permite que Nueva mente vaya más allá de aquello que solía denominarse “reportaje cinematográfico”, pero ese tono didáctico, transparente y directo (e intelectualmente honesto) es un norte elegido a conciencia.”

Adolfo C. Martínez en La Nación opinó:

”Con una cámara hábil y siempre dispuesta a enfocar los detalles, el director…logró un documental en el que sus protagonistas… llamados despectivamente "cirujas"…y su trabajo silencioso, desconocido para la mayoría de los habitantes de Buenos Aires, transitan por estas escenas con dolor y también con esperanza, hacia la necesidad de poner en foco el digno trabajo de esos recicladores que poseen la enorme grandeza de los humildes puesta al servicio de esa tarea realizada por esos verdaderos promotores ambientales de nuestra sociedad.”

Ezequiel Boetti, en Otros Cines, comentó: 

”Chato en su factura técnica, aunque claro en su exposición, Nueva Mente es más valioso en su faceta periodística que cinematográfica. Se trata, a fin de cuentas, de un documental que alumbra una situación invisible que merecía ser visibilizada.”

Ricardo Ottone en el sitio web subjetiva.com escribió:

”en Nueva Mente vuelven a aparecer…la depredación y el daño al medio ambiente en consonancia con los negocios de las grandes empresas y la negligencia o complicidad del Estado. …. la Cooperativa Bella Flor, que agrupa, forma, capacita y contiene a estos miembros que pasan ahora a ser recicladores urbanos…Documental de factura tradicional, donde el peso del relato recae mayormente sobre los entrevistados, tiene sin embargo algunos momentos visuales poderosos, y hasta aterradores, como cuando vemos la masa y el volumen de los desperdicios que van a parar y acumularse a unos cuantos kilómetros de las grandes ciudades, en eso que los recicladores llaman coloquialmente “la montaña”... en Nueva Mente hay una agenda y el objetivo concreto de visualizar un problema. Pero también las formas de solucionarlo…Como una manera de interpelar al espectador y tratar de involucrarse en la parte que le toca.